# Socchieve
Socchieve é uma comuna italiana da região do Friuli-Venezia Giulia, província de Udine, com cerca de 1.023 habitantes. Estende-se por uma área de 66 km², tendo uma densidade populacional de 16 hab/km². Faz fronteira com Ampezzo, Enemonzo, Forni di Sotto, Ovaro, Preone, Raveo, Tramonti di Sopra (PN), Tramonti di Sotto (PN).

## Demografia
| Variação demográfica do município entre 1861 e 2011                               |
|                                                                                   |
| Fonte: Istituto Nazionale di Statistica (ISTAT) - Elaboração gráfica da Wikipedia |